# Lepidosaphes lactea
Lepidosaphes lactea är en insektsart som först beskrevs av William Miles Maskell 1895.  Lepidosaphes lactea ingår i släktet Lepidosaphes och familjen pansarsköldlöss. Inga underarter finns listade i Catalogue of Life.